# Monomi Park
Monomi Park est un studio américain de développement de jeux vidéo, fondé en 2014 par Nick Popovich et Mike Thomas,.
Le studio est connu pour son jeu, Slime Rancher, vendu à plus de trois millions de copies La suite de ce dernier intitulé Slime Rancher 2 est sortie le 22 septembre 2022.